# Seznam aktuálních a plánovaných kosmických letů s posádkou a podpůrných letů
Tento seznam zahrnuje aktuální a připravované kosmické lety s posádkou, které jsou součástí všech národních i mezinárodních a veřejných i soukromých vesmírných programů. Jsou do něj zahrnuty také související podpůrné lety, především zásobovací lety bez posádky, testovací lety nových kosmických lodí nebo doprava nových modulů k vesmírným stanicím.

## Aktuální lety
Od 9. srpna 2025, 15:33:20 UTC (17:33:20 SELČ, okamžik přistání mise SpaceX Crew-10, ve vesmíru pobývá 10 lidí, kteří mají pro návrat na Zemi k dispozici 3 kosmické lodi. Jejich pobyt na dvou vesmírných stanicích podporují 3 nákladní kosmické lodi. Na Mezinárodní vesmírné stanici (ISS) pokračuje s obměněnou posádkou Expedice 73 a na Vesmírné stanici Tchien-kung pobyt 9. posádky.
| datum startu      | označení                 | cíl | posádka                                                                        | plánovaný termín přistání (zániku) |
| ----------------- | ------------------------ | --- | ------------------------------------------------------------------------------ | ---------------------------------- |
| 27. února 2025    | Progress MS-30           | ISS | CARGO – bez posádky                                                            | 11. září 2025                      |
| 14. března 2025   | SpaceX Crew-10 (E-73)    | ISS | Anne McClainová (2), Nichole Ayersová (1), Takuja Óniši (2), Kirill Peskov (1) | 9. srpna 2025 (nejdř.)             |
| 8. dubna 2025     | Sojuz MS-27 (E-73)       | ISS | Sergej Ryžikov (3), Alexej Zubrickij (1), Jonathan Kim (1)                     | 9. prosince 2025                   |
| 24. dubna 2025    | Šen-čou 20               | TSS | Čchen Tung (3), Čchen Čung-žuej (1), Wang Ťie (1)                              | konec října 2025                   |
| 3. července 2025  | Progress MS-31           | ISS | CARGO – bez posádky                                                            | půl roku po startu (zánik)         |
| 14. července 2025 | Tchien-čou 9             | TSS | CARGO – bez posádky                                                            | půl roku po startu (zánik)         |
| 1. srpna 2025     | SpaceX Crew-11 (E-73/74) | ISS |                                                                                | půl roku po startu                 |

V uplynulých 3 měsících skončily mise osobních lodí Axiom Mission 4 (Peggy Whitsonová, Šubanšu Šukla, Sławosz Uznański-Wiśniewski, Tibor Kapu, přistání 15. července 2025) a SpaceX Crew-10 (Zena Cardmanová, Michael Fincke, Kimija Jui, Oleg Platonov, přistání 9. srpna 2025) Skončily také lety nákladních lodí SpaceX CRS-32 (přistání 25. května 2025), Progress MS-29 (zánik 1. července 2025) a Tchien-čou 8 (zánik 8. července 2025). Uskutečnil se také devátý testovací let rakety Super Heavy a kosmické lodi Starship (27. května). 

## Plánované lety
| datum startu                | označení                                                    | cíl          | posádka | datum přistání (zániku)          |
| --------------------------- | ----------------------------------------------------------- | ------------ | --- | -------------------------------- |
| 24. srpna 2025 (nejdř.)     | SpaceX CRS-33                                               | ISS          | CARGO – bez posádky | prosinec 2025 (nejdř.)           |
| 24. srpna 2025              | Starship Flight Test 10                                     | volný let    | TEST – bez posádky | 24. srpna 2025                   |
| 11. září 2025               | Progress MS-32                                              | ISS          | CARGO – bez posádky | půl roku po startu (zánik)       |
| polovina září 2025 (nejdř.) | Cygnus NG-23                                                | ISS          | CARGO – bez posádky | několik měsíců po startu (zánik) |
| říjen 2025 (nejdř.)         | HTV-X1                                                      | ISS          | CARGO – bez posádky | několik měsíců po startu (zánik) |
| říjen 2025 (nejdř.)         | Šen-čou 21                                                  | TSS          | 1. kosmonaut (?), 2. kosmonaut (?), 3. kosmonaut (?) | půl roku po startu               |
| listopad 2025 (nejdř.)      | Dream Chaser DCC-1                                          | ISS          | TEST – nákladní loď Dream Chaser – bez posádky | několik dní po startu            |
| 27. listopadu 2025          | Sojuz MS-28 (E-74)                                          | ISS          | Sergej Kuď-Sverčkov (2), Sergej Mikajev (1), Christopher Williams (1)                                                                                        | ~8 měsíců po startu              |
| 19. prosince 2025           | Progress MS-33                                              | ISS          | CARGO – bez posádky | několik měsíců po startu (zánik) |
| únor 2026 (nejdř.)          | SpaceX Crew-12 (E-74/75) nebo Boeing Starliner-1 (E-74/75/) | ISS          | Jack Hathaway (1), Jessica Meirová (2), Sophie Adenotová (1), Oleg Artěmjev (4) nebo Scott Tingle (2), 2. astronaut (?), Joshua Kutryk (1), 4. astronaut (?) | půl roku po startu               |
| duben 2026 (nejdř.)         | Artemis II                                                  | let k Měsíci | Reid Wiseman (2), Victor Glover (2), Christina Kochová (2), Jeremy Hansen (1)                                                                                | ~10 dní po startu                |
| květen 2026 (nejdř.)        | Haven-1                                                     | volný let    | nová vesmírná stanice | dlouhodobý let                   |
| konec června 2026 (nedř.)   | Vast-1                                                      | Haven-1      | 1. astronaut (?), 2. astronaut (?), 3. astronaut (?), 4. astronaut (?)                                                                                       | asi 15 dní po startu             |
| červen 2026 (nejdř.)        | Sojuz MS-29 (E-75)                                          | ISS          | Pjotr Dubrov (2), Anna Kikinová (2), Anil Menon (1) | ~8 měsíců po startu              |
| listopad 2026               | SpaceX CRS-35                                               | ISS          | CARGO – bez posádky | měsíc po startu                  |
| prosinec 2026               | Sün-tchien                                                  | TSS          | MODUL – odpojitelný vesmírný teleskop | (dlouhodobý společný let s TSS)  |

## Další připravované lety
| datum startu         | označení                                              | cíl           | posádka | datum a čas přistání (zániku)  |
| -------------------- | ----------------------------------------------------- | ------------- | --- | ------------------------------ |
| léto 2025            | Tchien-čou 9                                          | TSS           | CARGO – bez posádky | 8 – 9 měsíců po startu (zánik) |
| duben 2026 (nejdř.)  | HTV-X2                                                | ISS           | CARGO – bez posádky | 2026 (zánik)                   |
| jaro 2026            | SpaceX CRS-34                                         | ISS           | CARGO – bez posádky | měsíc po startu                |
| podzim 2026 (nejdř.) | Boeing Starliner-1 (E-75/) nebo SpaceX Crew-12 (E-75) | ISS           | Scott Tingle (2), 2. astronaut (?), Joshua Kutryk (1), 4. astronaut (?) nebo 1. astronaut (?), 2. astronaut (?), Sophie Adenotová (1), Oleg Artěmjev (4) | zhruba půl roku po startu      |
| 2026                 | Gaganján G1                                           | volný let     | TEST – indická kosmická loď Gaganján na první misi bez posádky                                                                                           | nezveřejněno                   |
| 2026                 | Gaganján G2                                           | volný let     | TEST – indická kosmická loď Gaganján na druhé misi bez posádky                                                                                           | nezveřejněno                   |
| jaro 2027            | Sojuz MS-30 (E-76)                                    | ISS           | Dmitrij Petělin (2), Konstantin Borisov (2), 3. kosmonaut (?)                                                                                            | ~8 měsíců po startu            |
| léto 2027 (nejdř.)   | Artemis III                                           | let na Měsíc  | 1. astronaut (?), 2. astronaut (?), 3. astronaut (?), 4. astronaut (?)                                                                                   | ~30 dní po startu              |
| 2027                 | Gaganján G3                                           | volný let     | TEST – indická kosmická loď Gaganján na třetí misi bez posádky                                                                                           | nezveřejněno                   |
| 2027                 | Gaganján H1                                           | volný let     | 1. astronaut (?), 2. astronaut (?) | několik dní po startu          |
| 2027 (nejdř.)        | AX PPTM                                               | Stanice Axiom | MODUL – první část stanice, energetický modul, se dočasně připojí k ISS                                                                                  | (dlouhodobý let)               |
| 2028 (nejdř.)        | AX HAB-1                                              | Stanice Axiom | MODUL – druhá část stanice se spojí s modulem PPTM | (dlouhodobý let)               |

## Aktuální programy kosmických letů s posádkou
Hlavními vesmírnými programy, na které je navázána naprostá většina současného provozu kosmických letů s posádkou a podpůrných letů, jsou Mezinárodní vesmírná stanice (ISS) a čínská Vesmírná stanice Tchien-kung (TSS) provozované národními vesmírnými agenturami. Do tohoto seznamu se promítají jako:
- lety s posádkou k ISS pro NASA a Roskosmos – Sojuz MS, Crew Dragon, možná Starliner,
- podpůrné lety k ISS pro NASA a Roskosmos – Progress MS, Cygnus, Cargo Dragon, HTV-X, Dream Chaser,
- lety s posádkou k TSS pro CMSA – Šen-čou,
- podpůrné lety k TSS pro CMSA – Tchien-čou, nové moduly (např. vesmírný dalekohled Sün-tchien, případně jeden nebo více modulů pro dříve oznámené rozšíření stanice).

Vedle nich se rozvíjejí soukromé programy letů na ISS, do nichž spadají především cesty vesmírných turistů a projektových astronautů národních vesmírných agentur na ISS ve spolupráci se společnostmi Axiom Space (první let se uskutečnil v dubnu 2022), a Vast Space (již nasmlouvala 2 lety se SpaceX a musí získat povolení NASA připojit se k ISS); druhá ze společností kromě toho počítá s vlastními lety také ke své připravované vesmírné stanici Haven-1. Dále postupně přibývá ryze soukromých letů, při nichž se zájemci dohodnou přímo se SpaceX a podniknou vlastní let bez připojení k ISS, tedy i bez nutného souhlasu NASA a partnerských agentur. Do této skupiny patří program tří letů Polaris, jenž si – vedle charitativního účelu – klade za cíl urychlit rozvoj pilotované kosmonautiky, testování nových technologií a výzkum dopadů kosmických letů na člověka. Tyto soukromé programy se do seznamu promítají jako:
- lety s posádkou k ISS pro Axiom Space a Vast Space – Crew Dragon,
- volné lety na nízkou oběžnou dráhu Země pro privátní osoby (Polaris) – Crew Dragon.

Dále se pokračuje vývoj a testování technologií schopných misí s posádkou mimo nízkou oběžnou dráhu Země, zejména k Měsíci, a to jednak v mezinárodním programu Artemis (první let se uskutečnil na konci roku 2022) vedeného NASA a jednak v ryze soukromém programu Starship společnosti SpaceX, jehož vzdáleným cílem – vedle zapojení do aktivit kolem Země a Měsíce – je také cesta lidské posádky na Mars. V seznamu uvedeny jako:
- testovací lety včetně testovacích letů s posádkou na nízkou oběžnou dráhu Země – Starship,
- lety s posádkou k Měsíci a na Měsíc v programu Artemis – Orion, Starship HLS a Blue Moon.

## Rozpracované programy kosmických letů s posádkou
Indická národní agentura ISRO se po bezmála 20 letech příprav kosmické lodi pro lety s posádkou na nízkou oběžnou dráhu Země pod jménem Gaganján blíží k fázi testovacích letů, která bz m2la ya49t v roce 2026. Podobně ruský Roskosmos tvrdí, že pokračuje ve vývoji nové opakovaně použitelné kosmické lodi Orjol. V Evropě se pod vedením společnosti The Exploration Company pracuje na projektu nákladní kosmické lodi Nyx, zatímco v Číně vznikají hned 2 nákladní lodě přinejmenším pro zásobování Vesmírné stanice Tchien-kung, a to miniraketoplán Chao-lung a kosmická loď Čching-čou.
- testovací lety včetně testovacích letů s posádkou na nízkou oběžnou dráhu Země – Gaganján, Orjol,
- testovací lety včetně nákladních letů k existujícím vesmírným stanicím – Nyx, Chao-lung, Čching-čou.

I do budoucna bude tvořit největší poptávku po letech s posádkou i zásobovacích letech potřeba obsluhovat vesmírných stanic, kterých v národních i soukromých programech vzniká hned několik. NASA s partnery (ESA, JAXA, CSA a MBRSC) připravuje mezinárodní vesmírnou stanici Gateway, a to v souvislosti s programem Artemis. Roskosmos je v nejasné fázi projektu pojmenovaného Ruská orbitální stanice (ROS) a v ještě větší mlze je indická Bharatiya Antariksha Station (BAS), stanice agentury ISRO. Mezi soukromými programy se zdají být k cíli nejblíže programy Stanice Axiom společnosti Axiom Space, která má začít postupně vznikat kolem roku 2027 s připojením prvního modulu k ISS a postupně se osamostatnit před ukončením činnosti ISS, a projekt amerického start-upu Vast Space, který pracuje na malé stanici Haven-1 a jejích rozsáhlejších nástupcích a k cíli se podle zveřejněných informací chce přiblížit už v polovině roku 2026. V běhu je také vývoj jedné nebo několika stanic podpořených z veřejných prostředků agenturou NASA a zamýšlených jako nástupce nebo nástupci ISS; NASA za tím účelem v roce 2021 vybrala ke spolupráci společnosti Blue Origin, Nanoracks a  Northrop Grumman a přispěla jim na vývoj jejich projektů. Blue Origin přitom s několika partnery vytváří stanici Orbital Reef a Nanoracks v obdobném konsorciu přejmenovaném na Voyager Space pracuje na projektu Starlab. Třetí vybraná společnosti, Northrop Grumman, aniž by oznámila budoucí název svého projektu, jeho přípravu v roce 2023 ukončila a připojila se ke konsorciu Starlab. Ve všech těchto případech je dosud jen velmi předběžně (a s častými odklady) stanoven plán budoucích letů a dopravy modulů na oběžnou dráhu. Do tohoto seznamu aktuálních a plánovaných kosmických letů se promítají a hlavně budou promítat jako:
- lety s posádkou k novým vesmírným stanicím – Crew Dragon, možná Starliner, později Orjol a Gaganján,
- nákladní lety k nových vesmírným stanicím – Progress MS, Cygnus, Cargo Dragon, HTV-X, Dream Chaser, Starship, Nyx,

Živo je také na trasách k Měsíci, kde kromě již rozběhnutého programu Artemis míří aktivně k cíli také Čína, jejíž nová kosmická loď Meng-čou a přistávací modul Lan-jüe jsou podle posledních dostupných zpráv agentury CMSA ve fázi vývoje prototypu a míří k cíli dopravit čínského kosmonauta na Měsíc do roku 2030. O dosažení Měsíce sní také Rusko, které za tím účelem vytvořilo derivát kosmické lodi Orjol s názvem Orljonok, určený právě pro lety k Měsíci, ale žádné nové informace k tomuto programu nejsou k dispozici. V seznamu se tyto lety budou promítat jako
- lety s posádkou k Měsíci a na Měsíc – Meng-čou, Lan-jüe, případně později Orljonok.

Všechny výše uvedené lety v měsíčních programech se navíc uplatní také při plnění úkolů spojených s projekty 2 stanic přímo na povrchu Měsíci. Čína s Ruskem iniciovaly vznik společenství několika zemí, která společně rozvíjejí myšlenku na vytvoření mezinárodní měsíční základy pod názvem International Lunar Research Station (Mezinárodní měsíční výzkumná stanice, ILRS). A také v rámci programu Artemis existuje myšlenka na zřízení stálé základny pro další rozvoj aktivit na Měsíci, prozatím pojmenované jako Artemis Base Camp.